# 유럽 고속도로 262호선

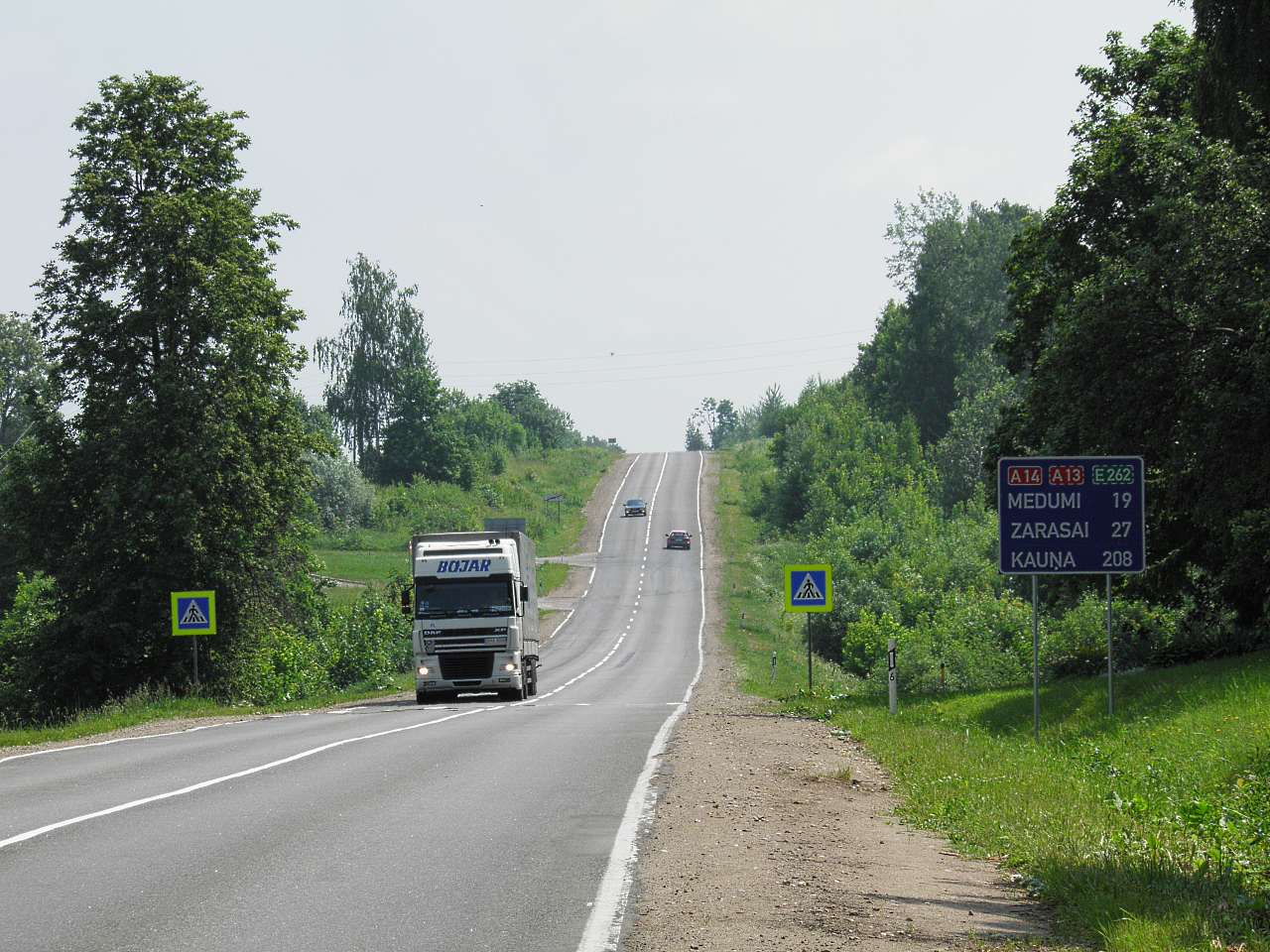
라트비아의 스벤테 부근을 지나가는 A14

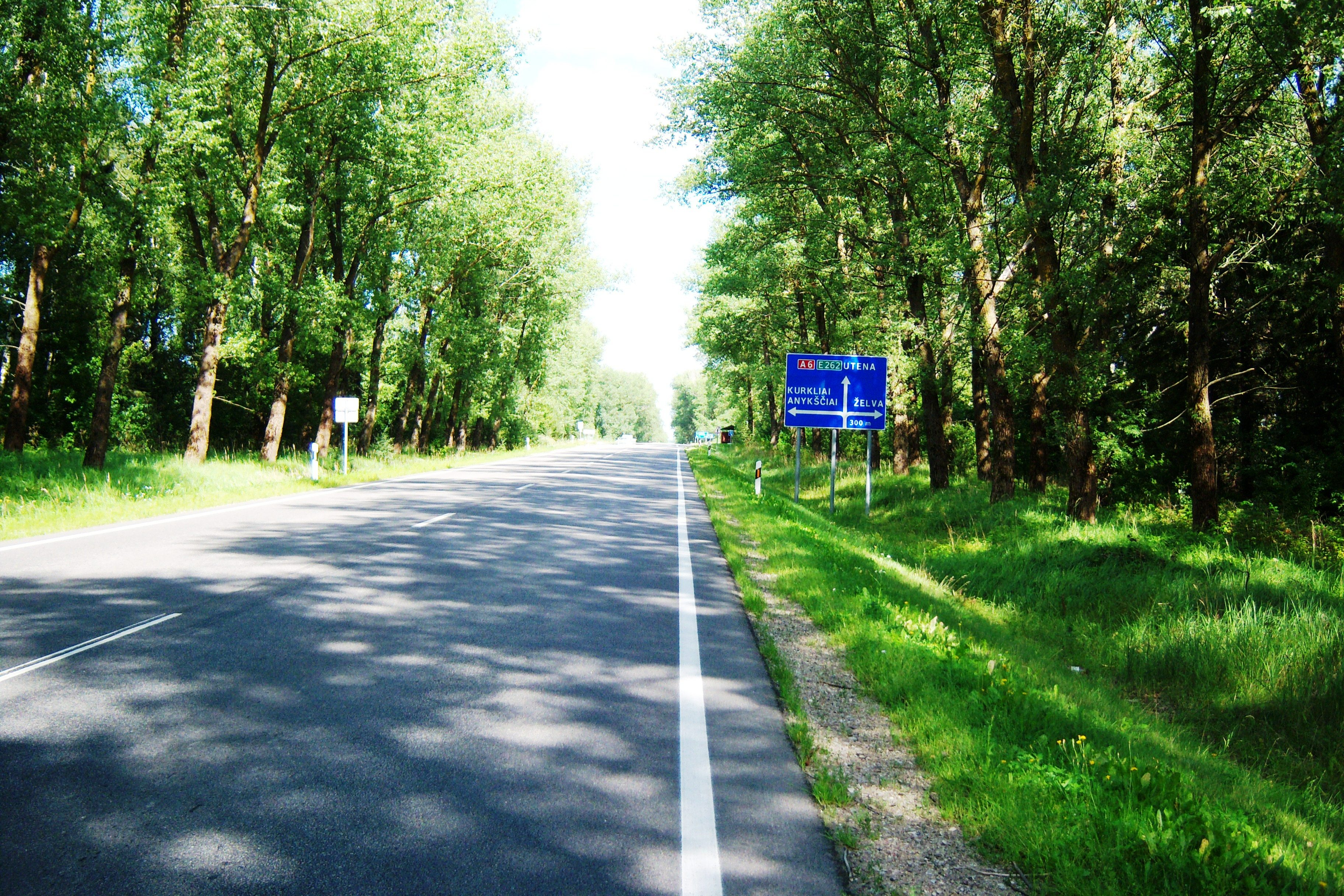
리투아니아의 쿠르키아이를 통과하고 있는 A6 고속도로의 모습.

유럽 고속도로 262호선(European route E262)은 리투아니아의 카우나스에서 라트비아를 거쳐 러시아의 오스트로프까지 이르는 유럽 고속도로로, 총 연장은 417km이다. 그러나 자라사이 근처의 카우나스에서 라트비아의 국경까지는 A6 고속도로의 명칭에서 따온 것으로 드러나고 있으며, 경유하고 있는 도시들은 카우나스, 우크메르게, 다우가프필스, 레제크네, 오스트로프 등이 있다.